# Біловодська сільська рада (Сумський район)
Білово́дська сільська́ ра́да — колишній орган місцевого самоврядування в Сумському районі Сумської области. Адміністративний центр — село Біловоди.

## Загальні відомості
- Населення ради: 865 осіб (станом на 2001 рік)

## Населені пункти
Сільській раді були підпорядковані населені пункти:
- с. Біловоди
- с. Веселівка
- с. Водолаги
- с. Журавка

## Склад ради
Рада складалася з 14 депутатів та голови.
- Голова ради: Даниленко Микола Володимирович
- Секретар ради: Снаховська Ольга Миколаївна

### Керівний склад попередніх скликань
| Прізвище, ім'я, по батькові    | Основні відомості                                                                     | Дата обрання | Дата звільнення |
| ------------------------------ | ------------------------------------------------------------------------------------- | ------------ | --------------- |
| Тимошенко Людмила Миколаївна   | Сільський голова, 1962 року народження, позапартійна                                  | 26.03.2006   | 31.10.2010      |
| Даниленко Микола Володимирович | Сільський голова, 1974 року народження, освіта незакінчена вища, член Партії регіонів | 31.10.2010   |                 |

Примітка: таблиця складена за даними сайту Верховної Ради України